# 다크 타워
《다크 타워》(영어: The Dark Tower)는 스티븐 킹의 장편 소설 시리즈이다. 7권으로 구성되어 있다.

## 시리즈
- 《다크 타워: 최후의 총잡이》 (The Dark Tower: The Gunslinger, 1982)
- 《다크 타워: 세 개의 문》 (The Dark Tower II: The Drawing of the Three, 1987)
- 《다크 타워: 황무지》 (The Dark Tower III: The Waste Lands, 1991)
- 《다크 타워: 마법사와 수정 구슬》 (The Dark Tower IV: Wizard and Glass, 1997)
- 《다크 타워: 칼라의 늑대들》 (The Dark Tower V: Wolves of the Calla, 2003)
- 《다크 타워: 수재나의 노래》 (The Dark Tower VI: Song of Susannah, 2004)
- The Dark Tower VII: The Dark Tower (2004)
- The Dark Tower: The Wind Through the Keyhole (2012)